# Frederik Sophus Christian Ludvig Danneskiold-Samsøe
Hans Excellence (H.E.) Frederik Sophus Christian Ludvig greve Danneskiold-Samsøe (6. april 1864 på Ulriksholm – 11. juli 1944 i Fribourg, Schweiz) var en dansk embedsmand, bror til Axel Edzard Ernest Danneskiold-Samsøe.
Han var søn af grev Frederik Vilhelm Steen Danneskiold-Samsøe og hustru født komtesse Holstein, blev 1883 student fra Odense Katedralskole, 1890 cand.jur. og 1894 assistent i Landbrugsministeriet. Han blev 1903 fuldmægtig og tillige ekspeditionssekretær. 28. januar 1922 blev han Ridder af Dannebrog. Han fik 1. september 1927 afsked efter ansøgning og bosatte sig i Bregenz ved Bodensøen. Han døde i Schweiz.
20. september 1906 ægtede han i Søllerød Kirke Marie Charlotte Kaufmann (21. februar 1880 i København - 16. juli 1970).